# Clemens Peter von Pirquet
Clemens Peter von Pirquet (ur. 12 maja 1874, zm. 28 lutego 1929) – austriacki naukowiec i lekarz pediatra, baron. Znany ze swoich dokonań na polu bakteriologii i immunologii. W 1906 zauważył, że u pacjentów, którym podawał szczepionkę na ospę rozwijają się znaczniej bardziej burzliwe reakcje po podaniu drugiej dawki, niż przy pierwszej iniekcji. Reakcję tę nazwał wraz z Bélą Schickiem mianem alergii. Słowo to (z grec. allos co oznacza „inny” i ergon co oznacza „reakcja”) zostało przez niego utworzone. 

## Życiorys
Clemens Pirquet uczęszczał do Schottengymnasium w Wiedniu, Kollegium Kalksburg oraz Theresianum, gdzie w roku 1892 zrobił maturę. 
Przez dwa lata studiował teologię na Uniwersytecie w Innsbrucku oraz filozofię na Uniwersytecie w Leuven z zamiarem zostania księdzem. Uzyskał tytuł magistra, a następnie zmienił swe zainteresowania i w roku 1895, ku niezadowoleniu rodziców, podjął studia medyczne. Początkowo studiował na Uniwersytecie Albertyna w Królewcu, a następnie w Grazu, gdzie uzyskał tytuł doktora w roku 1900. 
Po studiach rozpoczął praktykę u Ottona Heubnera w Charité w Berlinie. W Berlinie poznał swą przyszłą żonę, Marię Christine van Husen. W roku 1902 został lekarzem-asystentem w szpitalu dziecięcym św. Anny w Wiedniu u Theodora Eschericha.
Po habilitacji w roku 1908 był już znanym lekarzem i jego sława dotarła do Ameryki. Zaproponowano mu stanowisko profesora na oddziale dziecięcym Uniwersytetu Johna Hopkinsa w Baltimore. W roku 1910 powrócił do Europy i podjął pracę w Breslau (dzisiejszym Wrocławiu), a później w Wiedniu. 
28 lutego 1929 Clemens von Pirquet wraz z żoną popełnił samobójstwo, trując się cyjankiem.

## Spuścizna
Jedna z ulic w Wiedniu, w 22 Dzielnicy tzw. Donaustadt została nazwana na cześć Clemensa Pirqueta – Pirquetgasse. 
Na cześć Clemensa Pirqueta przyznawane są dzisiaj nagrody:
- Medal Klemensa Pirqueta, przyznawany przez Austriackie Towarzystwo Allergologiczno-Immunologiczne (ÖGAI), oraz
- Nagroda Klemensa Pirqueta, przyznawana przez Austriackie Towarzystwo Medycyny Dziecięcej.

## Literatura
- Gabriele Dorffner: Clemens Freiherr von Pirquet. Ein begnadeter Arzt und genialer Geist. Vier-Viertel-Verlag, Wien 2004, ISBN 3-902141-10-7
- Elsbeth Hoff: Das Leben und Wirken des Wiener Klinikers Clemens Freiherr von Pirquet. Nolte-Verlag, Düsseldorf 1938 (zugl. Dissertation Düsseldorf vom 20. November 1937)
- Erna Lesky: Clemens von Pirquet. In: Wiener Klinische Wochenschrift. Band 67, 1955, S. 638.
- Richard Wagner: Clemens von Pirquet. His life and work. Hopkins Press, Baltimore, Md. 1968